# Bandera de Guinea-Bisáu
La bandera de Guinea-Bisáu fue adoptada en 1974 tras la independencia de Portugal. Está formada por dos franjas horizontales del mismo tamaño y una vertical con los colores panafricanos: rojo, verde y amarillo. En la franja vertical está representada la «Estrella negra africana». El color rojo recuerda a los que murieron por la independencia, el verde a los bosques y a la agricultura, y el amarillo al oro y la riqueza del país. Su diseño está basado en el de la bandera del Partido Africano para la Independencia de Guinea y Cabo Verde (PAIGC).

## Significado
Los colores son los típicos del panafricanismo con una significación específica para cada elemento: 
- El rojo representa la sangre derramada por los combatientes en la lucha por la libertad en las junglas de Guinea. Muchos soldados murieron por la independencia de Guinea y Cabo Verde, antiguas colonias portuguesas hasta la independencia en 1975.

- El verde es la vía futura, la vegetación y la esperanza en la lucha.

- El amarillo es el color del oro. Cabral dijo que la unidad entre nosotros y África es más preciosa que el oro.

- Las cinco puntas de la estrella negra son los cinco sentidos del hombre: la vista, el oído, el gusto, el olfato y el tacto.

## Históricas

Bandera de Guinea-Bisáu (1667–1707)
Bandera de Guinea-Bisáu (1707–1816)
Bandera de Guinea-Bisáu (1816–1826)
Bandera de Guinea-Bisáu (1826–1830)
Bandera de Guinea-Bisáu (1830–1911)
Bandera de Guinea-Bisáu (1911–1974)

## Banderas similares a la de Guinea-Bisáu
La actual bandera bisauguineana es similar a la del estado estadounidense de Texas cuyos colores son el rojo, blanco y azul; con una estrella blanca. 

Bandera de Cabo Verde (1975-1992)
Segunda bandera propuesta de Santo Tomé y Príncipe (1974)
Bandera del Estado de Texas

- Datos: Q102953
- Multimedia: Flags of Guinea-Bissau / Q102953